# Al-Masrab
Al-Masrab (tiếng Ả Rập: المسرب, cũng đánh vần al-Musareb hoặc el-Mesereb) là một ngôi làng ở miền đông Syria, một phần hành chính của Tỉnh Deir ez-Zor, nằm dọc theo sông Euphrates, phía tây bắc Deir ez-Zor. Các địa phương gần đó bao gồm al-Tabni ở phía tây bắc, al-Harmushiyah ở phía bắc, al-Kasrah ở phía đông bắc, al-Saawah ở phía đông và al-Shumaytiyah ở phía đông nam. Theo Cục Thống kê Trung ương Syria, al-Masrab có dân số 4.833 trong cuộc điều tra dân số năm 2004.